# エピテーゼ

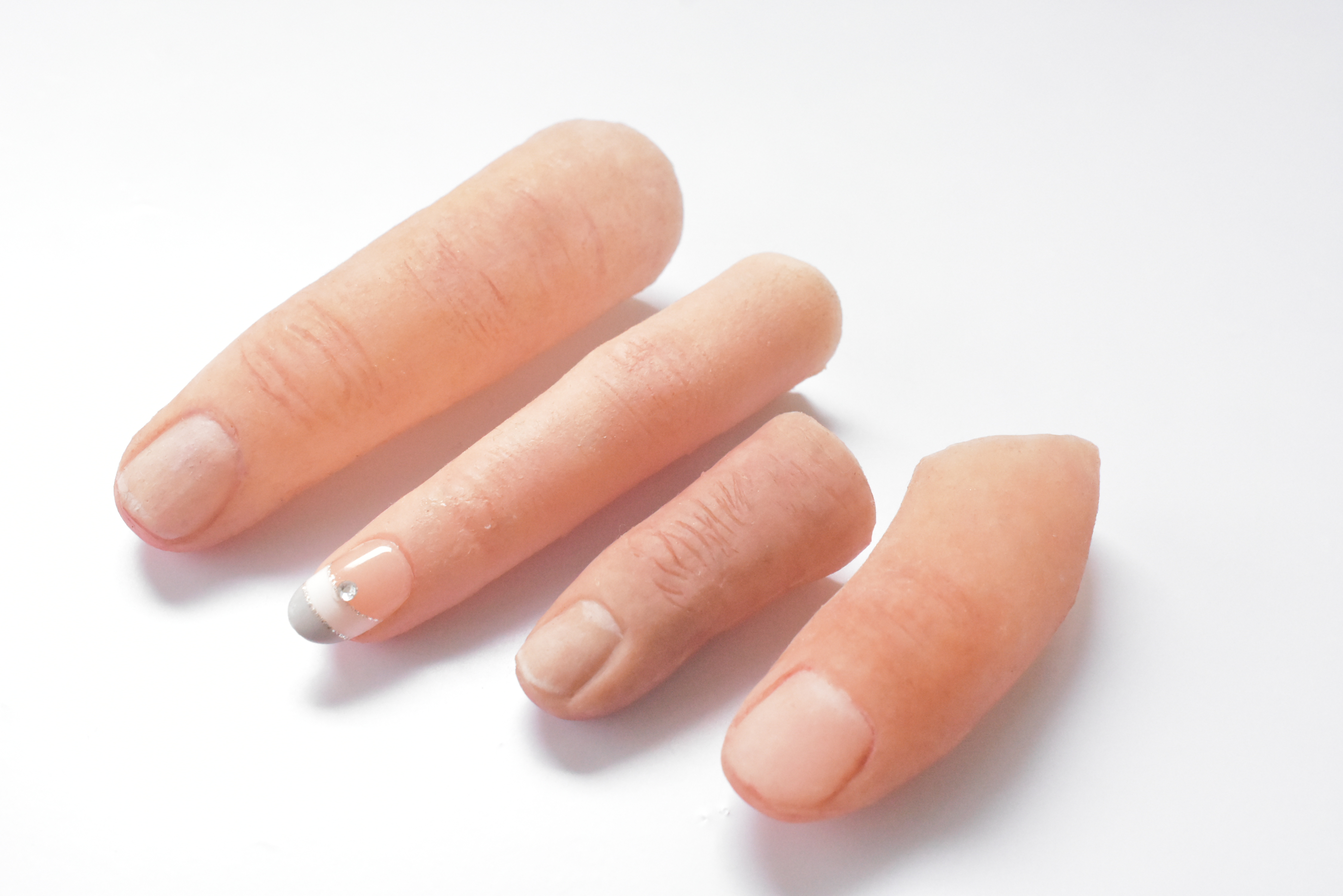
短指症や指欠損女性に向けた、サロンで創るオーダーメイドエピテーゼ

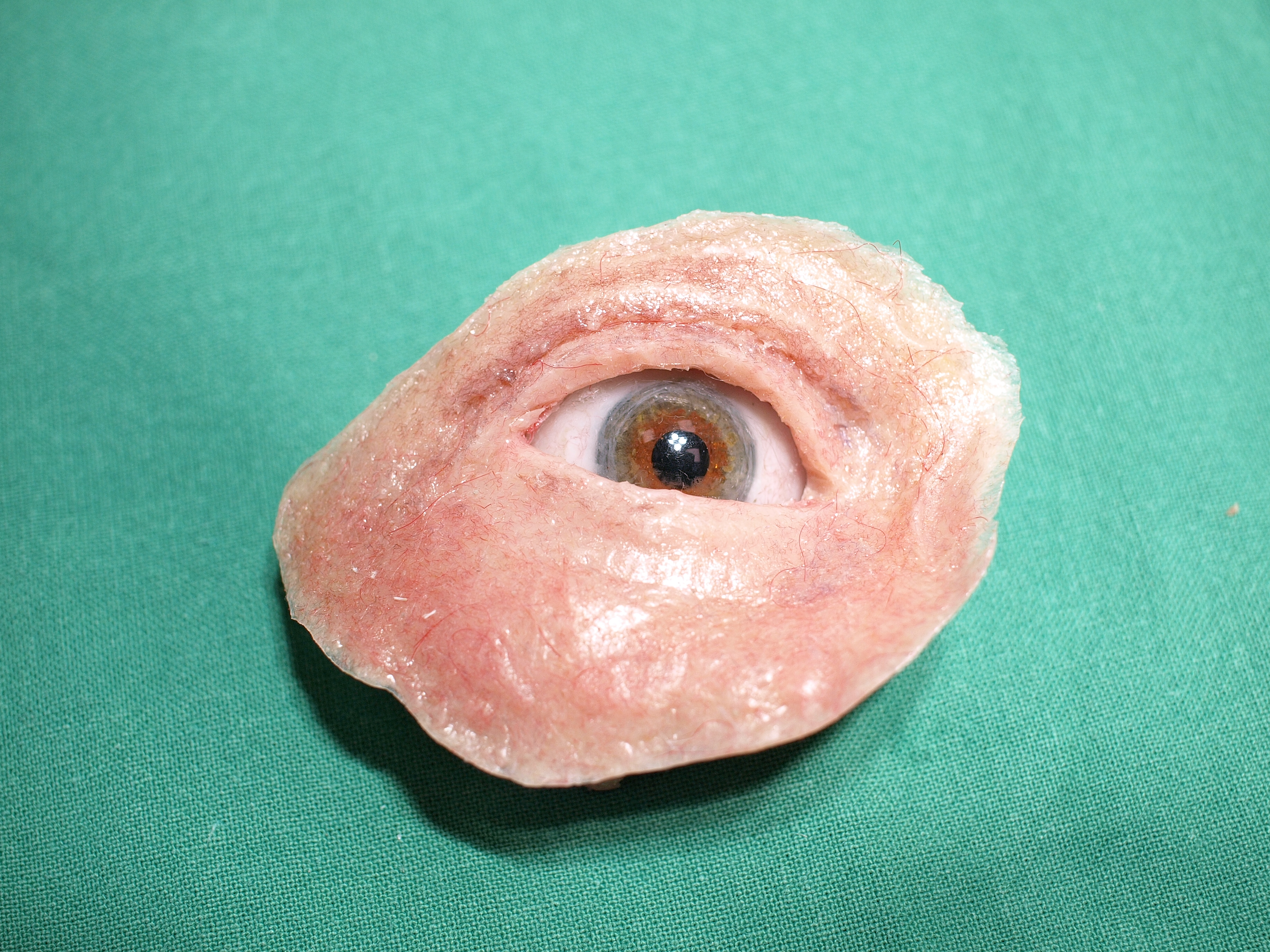
エピテーゼの一例

エピテーゼ（独: Epithese）とは、医療用具として体表に取り付ける人工物のこと。人体の部位欠損により心理的コンプレックスを抱いている者の精神的負担を緩和する目的などで使用される。
日本では顔面エピテーゼを狭義としてエピテーゼと呼ぶこともあるが、実際の意味は前述の定義のように指の欠損を補うもの、乳癌治療により切除された乳房の代替、義手や義足なども含めてエピテーゼと呼ばれる。これに対し、歯など体内に埋入する人工物はプロテーゼと呼ばれる。
第一次世界大戦では手足を失う傷痍軍人が急増したことから、エピテーゼの重要性が高まった。
以前は放射線治療の際、不要な被曝を回避するために防護用として装着するエピテーゼも存在したが、近年では照射野を絞った照射が可能になったことから、その使用法は減少傾向にある。日本においてはあまり用いられないが、欧米では一般的である。